# Hoplistopsis geminata
Hoplistopsis geminata är en tvåvingeart som beskrevs av James 1950. Hoplistopsis geminata ingår i släktet Hoplistopsis och familjen vapenflugor.
Artens utbredningsområde är Nya Kaledonien. Inga underarter finns listade i Catalogue of Life.